# Саралидзе, Мераб Григорьевич
Мераб Григорьевич Саралидзе (груз. მერაბ გრიგოლის ძე სარალიძე; 25 апреля 1936 — 4 января 2007) — грузинский советский режиссёр мультипликационных фильмов. Заслуженный деятель искусств Грузинской ССР (1988). Член АСИФА.

## Карьера
В 1960 году окончил филологический факультет Тбилисского государственного университета. На протяжении 10 лет Саралидзе работал на киностудии «Грузия-фильм» в качестве редактора игровых фильмов. В 1972 году написал сценарий к художественному фильму «Искатели затонувшего города», режиссёром которого стал Деви Абашидзе.
В период с 1971 по 1995 год был главным редактором Мультобъединения «Грузия-фильм».

## Фильмография
1. 1975 — Руки
2. 1976 — Снова о драконе и витязе
3. 1976 — Эта непонятная любовь
4. 1978 — Гадкий медвежонок
5. 1979 — Укротитель цифр
6. 1981 — Знак качества
7. 1982 — Все для аиста
8. 1984 — Лесной квартет
9. 1985 — Всадники жар-птицы
10. 1986 — Кому что снится
11. 1987 — Баллада о певце
12. 1988 — Зеленая ветвь
13. 1989 — Попугай
14. 1997 — Строители страны